# 下斯洛博德斯科耶农村居民点
下斯洛博德斯科耶农村居民点（俄语：Сельское поселение Нижнеслободское）是俄罗斯联邦沃洛格达州沃热加区所属的一个农村居民点。其下辖有30个居民点，行政中心为Деревенька (Вожегодский район)|Деревенька。据2015年统计，该农村居民点的人口为701人。